# Thaï du Nord
Le thaï du Nord ou thaï septentrional, également appelé lanna ou thaï lanna d’après l’ancien royaume de Lanna, ou Kham Muang d’après sa dénomination en thaï, est une langue du groupe taï, de la branche dite kam-taï de la famille des langues taï-kadaï. Elle est parlée au nord-ouest de la Thaïlande.
Le thaï du Nord est proche parent du thaï proprement dit ou siamois, langue officielle de la Thaïlande sous le nom de « thaïlandais ». Les deux appartiennent à un sous-groupe des langues taï appelé chiang saeng (du nom d’une localité située dans le Triangle d’or, au nord de la Thaïlande).